# Amblyanthopsis
Amblyanthopsis är ett släkte av viveväxter. Amblyanthopsis ingår i familjen viveväxter.
Kladogram enligt Catalogue of Life:
| Amblyanthopsis | \| \| Amblyanthopsis bhotanica \| \| \| \| \| \| Amblyanthopsis membranacea \| \| \| \| \| \| Amblyanthopsis philippinensis \| \| \| \| |
|                | \| \| Amblyanthopsis bhotanica \| \| \| \| \| \| Amblyanthopsis membranacea \| \| \| \| \| \| Amblyanthopsis philippinensis \| \| \| \| |
|                | Amblyanthopsis bhotanica |
|                | |
|                | Amblyanthopsis membranacea |
|                | |
|                | Amblyanthopsis philippinensis |
|                | |